# The Beginning (The Black Eyed Peas)
The Beginning è il sesto album del gruppo musicale statunitense The Black Eyed Peas, pubblicato il 26 novembre 2010 dalla Interscope Records

## Descrizione
Parlando dell'album, Will.i.am ha dichiarato: "Simboleggia una crescita, nuovi inizi, una prospettiva completamente nuova. È un album positivo e divertente in un periodo dominato da punti interrogativi ed incertezza: la gente vuole sentirsi dire che le cose, alla fine, andranno per il meglio" Sul titolo dell'album invece dice: "Si riferisce a cosa sta effettivamente accadendo nel mondo adesso. Il titolo simboleggia l'adozione di nuove tecnologie come la realtà aumentata, il 3D e il video a 360 gradi. Si riferisce anche all'essere sperimentali e al prendere canzoni del passato che ci sono piaciute per giocarci e stravolgerle con beat pazzi e 'malati'." Testimonianza di questa nuova tendenza è il primo singolo pubblicato dall'album, The Time (Dirty Bit), che ripropone parte del ritornello di una fortunatissima canzone del 1987, (I've Had) The Time of My Life, cantata da Billy Medley e Jennifer Warnes come colonna sonora del film Dirty Dancing - Balli proibiti. Come dichiarato da Fergie durante un'intervista, uno dei singoli che verrà pubblicato dall'album sarà Fashion Beats. Il secondo singolo estratto è Just Can't Get Enough una canzone molto profonda che verso la fine cambia totalmente stile diventando una canzone electro stile Guetta. Il terzo singolo estratto è Don't Stop the Party. In questa canzone è presente un beat potente e ritmico in cui i tre componenti maschi cantano le loro strofe come se fosse una parte teatrale.

## Stili
Nell'album i Black Eyed Peas sperimentano l'elettronica e l'house e riprendono i ritmi più dance e techno di The E.N.D., senza abbandonare l'hip hop degli album di esordio: ne segue una fusione di diversi stili per creare ritmi più ibridi e martellanti.

## Tracce
L'album è stato pubblicato in due formati: l'edizione standard contenente 12 inediti e l'edizione deluxe con due CD: il primo che include l'edizione standard e altre 6 tracce bonus, e il secondo contenente i migliori pezzi del precedente album The E.N.D..
Per la promozione del disco è stato possibile ascoltare in anteprima su iTunes Do It Like This, pubblicato il 15 novembre 2010
Edizione standard
1. The Time (Dirty Bit) – 5:07 (William Adams, Allan Pineda, Damien LeRoy, Franke Previta, John DeNicola)
2. Light Up the Night – 4:21 (William Adams, Allan Pineda, Keith Harris, Ricky Walters)
3. Love You Long Time – 3:45 (William Adams, Stacy Ferguson, Joshua Alvarez)
4. XOXOXO – 3:45 (William Adams, Allan Pineda, Jean Baptiste)
5. Someday – 4:33 (William Adams, Jean Baptiste, Allan Pineda, Jaime Gomez)
6. Whenever – 3:16 (William Adams, Stacy Ferguson)
7. Fashion Beats – 5:20 (William Adams, Stacy Ferguson, Keith Harris, Nile Rodgers, Bernard Edwards)
8. Don't Stop the Party – 6:07 (William Adams, Allan Pineda, Jaime Gomez, Stacy Ferguson, Joshua Alvarez, Damien LeRoy)
9. Do It Like This – 5:29 (William Adams, Allan Pineda, Jaime Gomez, Damien LeRoy)
10. The Best One Yet (The Boy) – 4:25 (William Adams, Allan Pineda, Jaime Gomez, David Guetta, Giorgio Tuinfort, Sylvia Gordon, Jean Baptiste)
11. Just Can't Get Enough – 3:39 (William Adams, Allan Pineda, Jaime Gomez, Stacy Ferguson, Joshua Alvarez, Stephen Shadowen, Rodney Jerkins, Julie Frost)
12. Play It Loud – 4:21 (William Adams, Michael McHenry, Jean Baptiste)

Contenuto bonus nell'edizione deluxe
- CD 1

1. The Situation – 3:46 (William Adams, Ryan Buendia, Stacy Ferguson, Allan Pineda)
2. The Coming – 4:19 (William Adams, Joshua Alvarez, Jaime Gomez, Jean Baptiste, Paul Love, Barrington Levy, Allan Pineda)
3. Own It – 3:13 (William Adams)
4. Everything Wonderful (feat. David Guetta) – 4:03 (William Adams, Jean Baptiste, Giorgio Tuinfort, David Guetta, Allan Pineda)
5. Phenomenon – 3:40 (William Adams, Joshua Alvarez, Jean Baptiste, Ryan Buendia, Stacy Ferguson, Allan Pineda)
6. Take It Off – 4:09 (William Adams, Jaime Gomez, Beleegh Hamdi, Stacy Ferguson, Allan Pineda, Hamza Mohamed)

- CD 2

1. Boom Boom Pow – 4:11 (William Adams, Allan Pineda, Stacy Ferguson, Jaime Gomez)
2. I Gotta Feeling – 4:49 (William Adams, Allan Pineda, Stacy Ferguson, Jaime Gomez, David Guetta, Frederic Riesterer)
3. Meet Me Halfway – 4:44 (William Adams, Allan Pineda, Stacy Ferguson, Jaime Gomez, Keith Harris, Jean Baptiste, Sylvia Gordon)
4. Imma Be – 4:17 (William Adams, Allan Pineda, Stacy Ferguson, Jaime Gomez, Keith Harris, Jared Tankel, Daniel Foder, Thomas Brenneck, Michael Deller)
5. Rock That Body – 4:32 (William Adams, Allan Pineda, Stacy Ferguson, Jaime Gomez, David Guetta, Mark Knight, Adam Walder, Jean Baptiste, Jamie Munson, Robert Ginyard)

## Classifiche
| Classifica (2010) | Posizione massima |
| ----------------- | ----------------- |
| Australia         | 8                 |
| Austria           | 7                 |
| Belgio (Fiandre)  | 2                 |
| Belgio (Vallonia) | 6                 |
| Canada            | 2                 |
| Francia           | 1                 |
| Germania          | 2                 |
| Grecia            | 15                |
| Irlanda           | 13                |
| Italia            | 25                |
| Messico           | 2                 |
| Nuova Zelanda     | 12                |
| Paesi Bassi       | 34                |
| Polonia           | 27                |
| Regno Unito       | 8                 |
| Spagna            | 26                |
| Stati Uniti       | 6                 |
| Svezia            | 58                |
| Svizzera          | 3                 |